# Lübeck
Lübeck eller Lybæk er en gammel hansestad i det nordlige Tyskland, beliggende cirka 15 kilometer syd for Østersøen ved floden Trave. Den lægger navn til kommunen af samme navn, som udgør éen af Slesvig-Holstens fire købstadskommuner, som ikke er en del af en amtskommune. Kommunen er med sine 216.530 indbyggere (estimeret 2019) den befolkningsmæssigt næststørste kommune i delstaten Slesvig-Holsten efter Kiel. Lübecks marcipan er kendt i hele verden. De nærmeste større byer er Hamborg ca. 65 kilometer mod sydvest, Kiel omkring 78 kilometer mod nordvest og Schwerin omkring 68 kilometer mod sydøst. Siden april 2012 har Lübeck været regnet som en del af Metropolregion Hamburg. Den grænser op til Mecklenburg-Vorpommern mod øst og var dermed grænseby til DDR før Tysklands genforening 3. oktober 1990.
Byen er beliggende ved floden Trave, og den gamle bydel er som ø omgivet af floden og kanalforbindelsen. Ude ved Østersøen og indenfor købstadskommunen befinder sig havnebyen Travemünde, som ligger cirka 15 kilometer nordøst for byen Lübeck. Navnet Lübeck kommer af vendisk Liubice (= elskelig).
Altstadt er navnet på den gamle bydel og har siden 1987 været en del af UNESCO's Verdensarvsliste. I 1226 blev Lübeck erklæret for at være en fri rigsstad i Det tysk-romerske Rige og som en bystat i Det Tyske Forbund. Dette endte i 1937 med Loven om Stor-Hamborg.

## Geografi
Byen ligger som en del af den nordtyske slette-/lavland på den nedre del af Trave, der udmunder i Østersøen 17 kilometer fra centrum ved Travemünde, og som er sejlbar fra Lübeck og mod Østersøen. Den gamle bydel ligger på en høj, der danner kaj imellem floderne Trave og Wakenitz. Lidt længere fra centrum løber kanalen Elbe-Lübeck-Kanal gennem byen fra Krummesse til Trave. Det omgivende landskab hører til det østholstenske bakkelandskab (tysk: Ostholsteiner Hügelland), som er dannet i Weichsel-istiden. Beliggenheden tæt ved Traves udmunding, ikke langt fra, hvor den baltiske højderyg bryder igennem, har begunstiget udviklingen af en østersøhavn og var årsag til byens hastige opstigen til et nordeuropæisk magtcentrum i middelalderen.

### Klima
| Vejr for Lübeck (1991-2020)  | Vejr for Lübeck (1991-2020) | Vejr for Lübeck (1991-2020) | Vejr for Lübeck (1991-2020) | Vejr for Lübeck (1991-2020) | Vejr for Lübeck (1991-2020) | Vejr for Lübeck (1991-2020) | Vejr for Lübeck (1991-2020) | Vejr for Lübeck (1991-2020) | Vejr for Lübeck (1991-2020) | Vejr for Lübeck (1991-2020) | Vejr for Lübeck (1991-2020) | Vejr for Lübeck (1991-2020) | Vejr for Lübeck (1991-2020) |
|                              | Jan                         | Feb                         | Mar                         | Apr                         | Maj                         | Jun                         | Jul                         | Aug                         | Sep                         | Okt                         | Nov                         | Dec                         | År                          |
| ---------------------------- | --------------------------- | --------------------------- | --------------------------- | --------------------------- | --------------------------- | --------------------------- | --------------------------- | --------------------------- | --------------------------- | --------------------------- | --------------------------- | --------------------------- | --------------------------- |
| Gennemsnitlig maks °C        | 3,8                         | 4,8                         | 8,6                         | 14                          | 18,3                        | 21,3                        | 23,8                        | 23,5                        | 19,2                        | 13,6                        | 7,8                         | 4,6                         | 13,6                        |
| Gennemsnitlig °C             | 1,4                         | 1,8                         | 4,3                         | 8,5                         | 12,6                        | 15,7                        | 18                          | 17,7                        | 13,9                        | 9,4                         | 5,2                         | 2,4                         | 9,2                         |
| Gennemsnitlig min °C         | −1,3                        | −1,3                        | 0,2                         | 2,9                         | 6,5                         | 9,9                         | 12,3                        | 12,2                        | 9,2                         | 5,6                         | 2,3                         | −0,2                        | 4,9                         |
| Gennemsnitlig nedbør mm      | 59                          | 50                          | 47                          | 38                          | 50                          | 69                          | 68                          | 73                          | 53                          | 55                          | 55                          | 63                          | 680                         |
| Kilde: wetterlabs.de: Lübeck |                             |                             |                             |                             |                             |                             |                             |                             |                             |                             |                             |                             |                             |

## Historie
Lübeck er kendt tilbage fra Karl den Stores tid og regnes som forbillede for den ældste byplan i Stockholm.

### Oprindelse og ældste tid
Lübeck (Gamle Lübeck) blev oprindeligt grundlagt af tyskerne ved Schwartau og havde sin blomstring i begyndelsen af det 12. århundrede, men byen blev i 1125 og 1138 ødelagt af venderne. Først efter vendernes besejring i 1142 og hele Wagriens afståelse til grev Adolf 2. af Schaumburg kunne der ske en genopbygning af Lübeck. Grev Adolf foretrak imidlertid hertil den mellem Trave og Wakenitz liggende høj, som kun havde en adgang fra nord, og på hvilken endnu fandtes ruiner af Crutos gamle fæstning Buko. Her anlagdes borgen, omkring hvilken de første beboere slog sig ned. Efter at være plyndret af obotriter-fyrsten Niklot i 1147 voksede byen atter hurtigt op.

### Under Henrik Løve
Byen blev først grundlagt af grev Adolf af Schauenburg i 1143, og fra før af fandtes der en fæstning fra omkring år 1100 på stedet, rejst af den vendiske fyrste Cruto. Fra Helmolds Chronica Slavorum, sandsynligvis nedskrevet omkring år 1170, vides, at Henrik Løve fravristede grev Adolf herredømmet over den lybske halvø, efter at Lübeck var nedbrændt i 1157/58. Derefter grundlagde Henrik byen på ny, sandsynligvis i 1159. Henrik Løve sørgede ivrigt for byens fremgang. Grundbetingelsen for byens opblomstring var således den af ham givne stadsforfatning, i spidsen for hvilken der som øverste embedsmand stod en foged; denne bekendte såkaldte "lybske ret" blev ofte benyttet andre steder som forbillede. I 1163 blev bispesædet fra Oldenburg flyttet til Lübeck.

### Fri rigsstad
Efter at hertug Henrik 1180 var erklæret i "Rigens Akt", forblev Lübeck ham tro, indtil kejseren 1181 viste sig foran Lübeck med en hær og tvang byen til lydighed. Kejseren viste sig dog byen nådig og stadfæstede 1188 den af Henrik Løve tildelte ret. Henrik Løve vendte 1189 egenmægtig tilbage, og byen åbnede ham villigt sine porte, men 1192 måtte han opgive herredømmet over Lübeck. Efter at Valdemar Sejr som hertug af Sønderjylland i 1201 havde slået Adolf 3. af Holsten, hyldede Lübeck ham uden modstand. Da han som konge af Danmark i 1203 med et stort følge kom til Lübeck, stadfæstede og udvidede han byens privilegium, og Lübecks søhandel trivedes under kongens beskyttelse. Efter Valdemars tilfangetagelse 1223 og slaget ved Mölln var det danske herredømme over Holsten brudt, og borgerne i Lübeck fordrev 1225 den danske besætning. Lübeck sendte nu bud til Italien til kejseren for at opnå selvstændighed og fik 1226 ikke alene stadfæstelse af privilegiet af 1188, men blev erklæret for fri rigsstad under kejserens særlige herredømme og fik sit territorium udvidet. Lübeck lov blev skrevet og siden udbredt til flere andre byer. Lübeck forsvarede sig mod grev Adolf 4. af Holsten, der dog forblev i besiddelse af havnebyen Travemünde; derimod nævnes i de ældre beretninger intet om det over danskerne ved Warnow vundne søslag; kun så meget er sikkert, at den danske havnespærring, der samtidig fandt sted, ophørte.
I 1188 tabte Henrik Løve byen, og Lübeck kom under de tysk-romerske kejsere. Derefter var Lübeck under Danmark fra 1203 til 1225, men kom i 1226 på nyt under kejseren. Det førte til en styrkelse af det lybske byråd, som på egen hånd havde sluttet handelsaftale med Hamborg, afgjort spørgsmål om told, og stod for overdragelse af grunde i byen. Dermed kunne byrådet kontrollere, hvem der fik råderet over bygrunde og deraf medfølgende rettigheder og pligter. Lübeck regnes som det fremmeste eksempel på en selvstændig bystat i middelalderens Nordeuropa.
Lübeck havde hurtigt udviklet sig til at blive en af Nordeuropas mest velstående handelsbyer. Af vigtighed var en handelsstrategisk god position i Østersøen og i forhold til den tyske indenlandshandel, samt tilgangen til stensalt fra Salzgitter. Byen var beliggende på en gammel handelsrute fra Nordsøen op ad Elben og til den nærmeste flod, Trave, som løber ud i Østersøen.
Byen blev tidligt en aftager af korn. Østholsten (Vagrien) - især området mellem Travemünde, Eutin, Segeberg, Oldesloe og Mölln samt halvøen Oldenburg og Femern - var hovedforsyningsområde for Lübeck. Efter, at Christian I var blevet konge over Danmark og Slesvig samt greve over Holsten i 1460, blev byens rolle stadfæstet: Kiel var 1469-96 pantsat til Lübeck, der endvidere fik Neustadt, Heiligenhafen og Grossenbrode under sin kontrol og opkøbsret i hele Østholsten, hvilket muliggjorde at sikre at al kornudførsel skete via hansestaden, således i 1463, 1478 og 1483. Allerede i 1458 havde Lübeck fået eneret til kornopkøb på Femern, hvilket stærkt blev håndhævet, mens øen 1465-91 var pantsat til staden.
Salt udviklede sig til en vigtig handelsvare for Lübeck, ikke mindst salt fra Lüneburg, og i 1330-erne blev gjort store investeringer for at forbedre sejlruten mellem Mölln og Lübeck. I 1342 blev der lovgivet om pramfarten på denne rute, og et par årtier senere erhvervede Lübeck endda Mölln for at kontrollere salttransporten. 1390-1398 anlagdes Stecknitz-Delvenau-kanalen, der gjorde det muligt at sejle med pramme, der kunne transportere henved 6 læster salt pr. fartøj (i 1496 omtales 261 sådanne fartøjer).
Efter at Visby var blevet erobret, og Gotland hærget af Valdemar Atterdag i 1361, blev Lübeck den betydeligste af hansestæderne og forblev gennem det 14. og 15. århundrede den førende by i Hanseforbundet samt Tysklands næststørste by (efter Köln). I 1370 måtte Valdemar Atterdag indgå en fredsaftale med Hanseforbundet, fredsaftalen i Stralsund.
Under indtryk af en folkebevægelse forlod det gamle patricierråd i 1408 byen og gav plads for et demokratisk, der dog atter måtte vige for det gamle i 1416, da kejser Sigismund begyndte at gøre alvor af sine trusler, og kong Erik af Pommern lod fangetage alle de lybske købmænd i Skåne.
I 1475 var der en bogtrykker i Lybæk.
Under Danmarks krige med Sverige under kong Hans tog Lübeck parti for sidstnævnte land og bekæmpede Danmark til vands med væbnet magt 1509—1512, men måtte ved Freden i Malmø i 1524 gå ind på de af Danmark stillede betingelser samt betale 30.000 floriner i krigsomkostninger. Efter at Gustaf Vasa på sin flugt i 1519 havde opholdt sig i Lübeck, sendte Lübeck ham hjælp ved belejringen af Stockholm, og dens flåde forenede sig med den svenske. Senere hjalp Lübeck Frederik 1. under hans kamp for at erhverve den danske krone og forblev i god forståelse med ham under hans regering.

### Reformationen og Hanseforbundets nedgang
I 1531 blev reformationen gennemført. På denne tid begyndte hansestædernes forfald og Lübecks tilbagegang, hvortil bidrog de indre kampe mellem det katolske, aristokratiske parti under borgmester Brömse og det protestantiske, demokratiske parti under Jürgen Wullenweber. Denne havde atter indblandet Lübeck i de nordiske forhold og 1534 påbegyndt Lübecks sidste krig med Danmark, kaldet Grevens Fejde, der endte med Freden i Hamborg 14. februar 1536. Den sidste søkrig med Sverige (1563—1570) endte med Freden i Stettin, ved hvilken der blev lovet Lübeck en erstatningssum, som dog aldrig blev betalt.
Fra midten af 1500-tallet var byens økonomiske og politiske betydning aftagende, fordi ummelandsfarerne gjorde det muligt at bryde hansestædernes hidtidige monopol, hvilket sikrede Danmark-Norge støtte fra stormagterne i de følgende krige.
Under 30-årskrigen klarede Lübeck at forblive neutral og ret uskadt. Efter krigen, under hvilken freden mellem kong Christian 4. af Danmark og den tyske kejser blev afsluttet i Lübeck den 22. maj 1629, mistede byen den sidste rest af sin tidligere politiske betydning. I 1669 blev den sidste hansedag afholdt, og Lübeck, Hamburg og Bremen indsat som forvaltere af Hansaens juridiske eftermæle og restformue.

### Fra Napoleonskrigene til Weimarrepublikken
Under Napoleonskrigene måtte Lübeck opgive sin neutralitet. Den 5. april—23. maj 1801 skete en dansk besættelse, der dog forblev uden betydning.
I 5. november 1806 kastede en afdeling af den ved Jena slåede preussiske hær under Blücher sig ind i Lübeck, der forgæves søgte at bevare sin neutralitet, men blev dog den næste dag efter en hårdnakket modstand fordrevet af Bernadotte, Soult og Murat, hvorpå Lübeck i tre dage var prisgivet plyndring. Lübeck blev i december 1810 indlemmet i det franske kejserrige. I foråret 1813 blev Lübeck en kort tid befriet af russerne og var med til at danne den hanseatiske legion. Efter, at byen 1813 endnu en gang var faldet i franskmændenes hænder, blev den befriet ved kronprinsen af Sverige den 5. december 1813 og fik atter selvstændighed.
I 1815 blev byen medlem af Det tyske Forbund, i juli 1866 trådte Lübeck ind i det Nordtyske Forbund og i august 1868 i Toldforeningen; i 1871 blev byen en del af Det tyske kejserrige. Ved Nord-Ostsee-Kanalens færdiggørelse i 1895 mistede byen en stor del af østersøhandelen til Hamburg og Bremen.
Efter byens indtrædelse i toldforeningen tog handelen betydeligt til og skaffede efterhånden mere end en tredjedel af befolkningen beskæftigelse. Den vigtigste indførselsartikel var træ, hovedsagelig fra Sverige og Finland, i anden række fra Østeuropa. For øvrigt indførtes fra de nordlige lande og især fra Østersølandene sprit, smør, hamp og hør, skind og huder, tjære og beg, desuden fra Sverige jern og tændstikker. Lübeck var en betydelig stabelplads for tjære. Til de nordlige lande udførtes fra Lübeck enten for egen regning eller som speditionsgods især sukker, kaffe, kolonialvarer, kemikalier, farvestoffer, frisk frugt, sydfrugter, isenkramvarer, maskiner og bomuld. I 1914 fandtes 54 skibe på i alt 49.153 t, deraf 53 dampskibe på i alt 48.376 t. Efter Hamburg, Bremen og Stettin besad Lübeck af tyske havne den største dampskibsflåde. I 1921 ankom i alt 2.463 søgående skibe på tilsammen 412.295 registerton (af disse var i alt 221 skibe på tilsammen 11.669 registerton under dansk flag). Ligeledes var havfiskeriet voksende, og der fandtes flere fiskedampere. Havneanlæggene undergik store udvidelser, og Trave, der dannede den 23 km lange vandforbindelse med Østersøen, blev gjort så dyb, at skibe på indtil 8,5 m dybgang kunne gå op til byen.
Industrien beskæftigede omtrent to femtedele af byens beboere, dog fandtes egentlig fabriksindustri med masseproduktion kun i enkelte erhvervsgrene, og af samtlige industrielle foretagender besørgedes mere end halvdelen af indehaverne alene. Med hensyn til de enkelte fabrikationsgrene havde byen blandt andet teglbrænderier, jernskibsbyggeri, jernstøberier, maskinbygningsanstalter, savmøller, ølbryggerier og tobaksfabrikker samt fabrikation af konserves og sukkervarer, blandt hvilke byens marcipan var verdenskendt.
Lübeck var sæde for statsøvrigheden, landretten med et kammer for handelssager, en amtsret, et hovedtoldkammer og en forsikringsanstalt. Af undervisningsanstalter fandtes et gymnasium (grundlagt allerede i 1531) med realgymnasium, to realskoler, et privat progymnasium, en offentlig og en privat handelsskole, en teknisk skole, en maskinistskole, en privat teknisk skole for kvinder og en navigationsskole. Der fandtes talrige og rige velgørenhedsanstalter, der i blandt en sindssygeanstalt, et døvstummeinstitutt, et vajsenhus, Helligånds-hospital og jomfruklosteret Skt Johannis. Byen havde et museum, hvis bygning blev opført 1889—91 og sammenbygget med domkirken, og som omfattede seks samlinger foruden en maleri- og møntsamling, endvidere stadsbiblioteket med ca. 100.000 bind og et rigt statsarkiv.
Det tyske kejserriges sammenbrud i efteråret 1918 førte også i Lübeck til kampe mod styret, men hvor matrosoprøret i Kiel var samfundsomstyrtende, var man i Lübeck mere fokuseret på demokratiske rettigheder. Borgmestre og senatorer forblev alle på deres pladser, men samtidig blev der indført almen valgret og i maj 1920 en demokratisk forfatning.
Lübeck var endnu under Weimarrepublikken efter 1. verdenskrig en fristat. Fristatens forfatning var republikansk og grundede sig på forordningen af 23. maj 1920, ifølge hvilken senatet og borgerskabet dannede begge de øverste statsfaktorer. Borgerskabet (bürgerschaft) bestod af 80 medlemmer, valgt på 3 år af befolkningen ved lige, almindelig og hemmelig valgret. Senatet havde den udøvende magt, det var sammensat af 12 medlemmer, valgt af Borgerskabet på 12 år. Senatets præsident (borgmesteren) blev valgt for 2 år af Senatet. Staten havde en stemme i forbundsrådet og sendte en deputeret til rigsdagen. Før 1879, da den tyske retsforfatningslov trådte i kraft, var Lübeck sæde for en overappellationsret for de tre fri hansestæder, senere var en landret, under hvilken også den oldenburgske republik Lübeck hørte, samt en amtsret; den højere instans dannede den hanseatiske overlandsret i Hamborg.

### Lübeck under nationalsocialismen
Den 26. oktober 1932 var "Det nationalsocialistiske tyske arbejderparti", NSDAP det næststørste parti efter SPD.
I marts 1933 påbegyndte begyndte NSDAP den såkaldte Gleichschaltung (da: ensretning), hvor SPD-borgmesteren Paul Löwigt blev afsat, hvilket også skete for de øvrige socialdemokratiske senatorer, og de demokratiske principper blev sat ud af kraft.
Lübeck var en selvstændig bystat fra 1226 til 1937. Under Det Tredje Rige afskaffedes byens selvstændighed ved lov, I 1937 gennemførte nazisterne Gross-Hamburg-Gesetz (da: Loven om Stor-Hamborg), der betød, at Lübeck mistede sin 711 år gamle status med territorial selvstændighed og herefter blev blev byen indlemmet i den preussiske provins Schleswig-Holstein, nu delstaten af samme navn i Forbundsrepublikken Tyskland.
Under den 2. verdenskrig var Lübeck den første storby i Tyskland, der blev offer for det britiske Area Bombing Directive, som rettede sig mod fladebombardementer af tyske beboelsesområder. Bombardementet fra Royal Air Force foregik mellem den 28. og 29. marts 1942 − natten før palmesøndag. Der opstod betydelige skader i den gamle bydel, bl.a. brændte domkirken, samt Mariekirken med den berømte frise kaldet Dødedansen eller "Døden fra Lübeck". Det dannebrogsflag, lübeckerne i 1427 havde taget som krigsbytte fra Erik af Pommern, blev ligeledes ødelagt.
Som Lübecker martyrer betegnes de tre katolske præster Johannes Prassek, Eduard Müller, Hermann Lange og den evangeliske pastor Karl Friedrich Stellbrink. De blev alle den 10. november 1943 kort efter hindanden henrettet i fængslet "Untersuchungshaftanstalt Hamburg" i Hamborg. Grunden var deres offentlige, kritiske udtalelser om nationalsocialisternes ugerninger. Ved Lübecks rådhus befinder der sig en mindetavle på muren ved gennemgangen mellem Breiten Straße til Ratskeller.
Den 2. maj 1945 besatte tropper fra den britiske hær byen, som undgik videre ødelæggelser på grund af at den tyske generalmajor Kurt Lottner, lod de anbragte sprængstoffer ved broerne og kajmurene fjerne. En dag senere blev den tyske oceandamper Cap Arcona fejlagtigt sænket af allierede bombefly i Lübeck Bugt. Skibet var lastet med fanger fra Nazitysklands koncentrationslejre. Omkring 5000 mennesker mistede livet ved forliset.
Enestående arkivmateriale var blevet evakueret til en saltmine i Sachsen-Anhalt og havnede efter fredsslutningen dels i Potsdam og dels i Moskva. Længe anså man die Oberstadtbücher (kaldt sådan, fordi de stod i rådhusets øverste etage) fra 1284 og fremefter  som tabt, men i slutningen af 1980'erne blev arkiverne tilbageført til Lübeck.

#### Lübeck i Slesvig-Holsten
Efter krigsslutningen steg Lübecks indbyggertal på grund af de mange flygtninge, som var blevet fordrevet fra de tyske østområder, fra omkring 155.000 før begyndelsen af 2. verdenskrig til omkring 250.000 i slutningen af 1945.
Lübeck blev en del af den af de Allierede dannede delstat Slesvig-Holsten, men havde en undtagelsesstatus på det kulturpolitiske område og i bevaringen af kulturminderne, men det blev retslig ophævet i 1956. Den tyske deling adskilte Lübeck fra dens bagland i Mecklenburg, men beholdt sin færgehavn i Travemünde. Siden Tysklands genforening er Lübeck igen hovedby for den vestlige del af Mecklenburg.

#### Lübeck under den kolde krig
Området ved Lübeck havde under den kolde krig frem til 1989 en central rolle i Warszawapagtens angrebsplaner mod Nordvesttyskland og Danmark. For at styrke forsvaret oprettede NATO i juli 1962 den dansk-tyske enhedskommando LANDJUT, hvor bl.a. Jyske Division og 6. Tyske Division skulle forsøge at standse angrebet ved den indre tyske grænse fra planlagte stillinger ved Lübeck.

## Klima
| Vejr for Lübeck                   | Vejr for Lübeck | Vejr for Lübeck | Vejr for Lübeck | Vejr for Lübeck | Vejr for Lübeck | Vejr for Lübeck | Vejr for Lübeck | Vejr for Lübeck | Vejr for Lübeck | Vejr for Lübeck | Vejr for Lübeck | Vejr for Lübeck | Vejr for Lübeck |
|                                   | Jan             | Feb             | Mar             | Apr             | Maj             | Jun             | Jul             | Aug             | Sep             | Okt             | Nov             | Dec             | År              |
| --------------------------------- | --------------- | --------------- | --------------- | --------------- | --------------- | --------------- | --------------- | --------------- | --------------- | --------------- | --------------- | --------------- | --------------- |
| Gennemsnitlig maks °C             | 3,1             | 4,4             | 9,1             | 14,4            | 18,2            | 21              | 23,8            | 22,8            | 19,1            | 13,3            | 8,3             | 4,8             | 13,5            |
| Gennemsnitlig min °C              | −1,6            | −1,3            | 0,4             | 3,1             | 6,5             | 9,6             | 12,6            | 12,1            | 9,4             | 5,6             | 2,9             | 0,2             | 5               |
| Gennemsnitlig nedbør mm           | 54              | 41              | 36              | 31              | 52              | 64              | 65              | 78              | 48              | 47              | 57              | 66              | 639             |
| Kilde (27. februar 2019): TurVejr |                 |                 |                 |                 |                 |                 |                 |                 |                 |                 |                 |                 |                 |

## Seværdigheder
Allerede for 350 år siden blev juletraditionerne i Lübeck nævnt som noget ganske særligt. I dag har Lübecks julemarked bredt sig ud over det meste af byen med kreative dekorationer.
Den gamle del af Lübeck rummer en lang række middelalderbygninger, og byen er dermed kommet på UNESCO's verdensarvliste.
De syv tårne på de fem gotiske hoved-kirker i den gamle by er vartegnet for Lübecks middelalderlige ansigt. De syv kirketårne i rødstensgotik er de fem kirker, hvoraf de ældste er fra det 13. og 14. århundrede. på de 5 kirker: Lübeck Domkirke, Jakobikirken, Mariekirken, Petri-kirke og Sankt Ægidien-kirke. De højeste af tårnene – tvillingetårnene på Mariekirken - har en højde på 125 meter.
Lübecks gader er også kendt for deres smukke façader. Efter krigen lod Niederegger sin gamle bygning genopføre i 1949, hvor Café Niederegger har ligget siden 1880. I dag er der marcipanmuseum på førstesalen. Det var i ældre tid kun muligt at få adgang til byen igennem fire store byporte. Den mest kendte af disse byporte var Holstentor, som blev bygget i 1478. En anden bevaret byport er Burgtor fra 1444.
I Lübeck går ordet -grube igen i mange gadenavne. Det betyder "grøft til dræning af vand eller affald". I løbet af 1300-tallet voksede behovet for bedre plads til arbejdsfolk, og man fandt frem til en løsning, hvor man byggede småhuse til dem i baggårdene, og til gengæld byggede en tunnel eller smøge gennem hovedhuset, så beboerne kunne komme ind fra gaden. Nogle af disse gyder er så trange, at man nærmest må gå på knæ. Reglen var, at åbningen i hvert fald måtte være så stor, at man kom gennem med en ligkiste. Arbejderboligerne minder om dukkehuse, helt ned til femten kvadratmeter af størrelse, og der var ingen kloak. I 1970'erne begyndte man at restaurere dem med støtte fra stiftelser og UNESCO, og i dag er folk glade for at bo i dem.
Lübecks bymure var en del af stor, stjerneformet fæstningsmur, som i det 17. århundrede erstattede det gamle Lübecker fæstningsanlæg, som blev bevaret indtil det 19. århundrede.
Byporten Holstentor 1478 er en af byens mest kendte vartegn og en del af den oprindelige bybefæstning. Porten blev bygget efter inspiration fra byporte i Flandern. Holstentor bærer den latinske indskrift Concordia domi foris pax (enighed hjemme, fred ude). 1478. I porten befinder sig i dag det byhistoriske museum.
Den anden bevarede byport, "Burgtor", er integreret i resterne af fæstningsanlægget i udkanten af den nordlige bydel og indgår i Borgklosterets bygningskompleks. Den benyttes stadig som vejen til den indre by fra nord.
Sankt Petrikirken fungerer ikke mere som menighedskirke, der er udstillinger og musikarrangementer. Første lørdag i hver måned kl. 23 er der en koncert i kirken. Der er elevator op i tårnet.
Lübeck Rådhus blev opført 1308. Renaissancetrappen ved rådhusets østre side blev bygget efter nederlandsk forbillede i 1594. Rådhuset er i dag et af Lübecks vartegn. Foran Rådhuset ligger Lübecks markedsplads.
Borgklosteret "Burgkloster" fra 1276, oprindelig "aria-Magdalenen-Kloster", er et tidligere Dominikanerkloster. Det befinder sig mellem Burgtor og Koberg.
Heiligengeist Hospital bygget i 1286 er en af verdens første institutioner for fattige. Hospitalets beboere var underordnet et klosterlignende regel. Indtil 1970 boede der ældre og syge. I dag er helligåndshospitalet en af byens mest besøgte bygninger.
Schiffergesellschaft i Breite Strasse er i nutiden en restaurant, hvor der tidligere var forsamlingshus for kaptajner/skippere. Bygningen har flotte trappegavle, en forgyldte vejrhane og en udsmykket Rococo-dør. Udsmykningen inde i restauranten bærer også et præg af dens tidligere brug. Huset blev købt som foreningshus i 1535 og ombygget indtil 1538.
Salzspeicher er en seks historiske bygninger, der oprindeligt blev opført som saltlager.
Byggelegepladsen Geschichtserlebnisraum Lübeck består af en vikingelandsby opført af børn med hjælp af faghåndværkere, og den er åben hele året.

### Museer
Lübecks Museumshavn ligger ved gaden "am Wenditzufer" direkte ved udkanten af den indre bys nordvestlige del. Om vinteren når de gamle skibe er i havn, er museumshavnen mest besøgt. Ved siden af Østersøens typiske gamle sejlfragtskibe er der også en sandsuger og en slæbebåd. Om sommeren ligger mange af museumsskibene i den ydre museumshavn.
Det Europæiske Hansemuseum viser Hanseforbundets historie. Museet ligger ved gaden An der Untertrave 1 i den nordlige del af den gamle bykerne. I nærheden befinder Borgklosteret "Burgkloster sig.
Buddenbrookhaus (Buddenbrookhuset), er en mindeplads og et litteraturmuseum ved Mengstraße 4 i bymidten. Det blev i den anden halvdel af 1800-tallet beboet af familien Mann og blev kendt gennem Thomas Manns berømte roman Huset Buddenbrook. Museet blev indviet i maj 1993 og viser forfatterfamilien Manns og romanfamilien Buddenbrooks historik. I dag har Buddenbrookhuset permanente og tilfældige udstillinger samt for forskning, forelæsninger og workshops.
Museet Willy-Brandt-Haus Lübeck er et museum og et mindested for den tidligere tyske forbundskansler og Nobelsfredsprismodtager Willy Brandt. Han var tysk kansler for SPD i årene 1969-74. Museet fortæller om hans flugt til Norge, hans tid som overborgmester i Berlin (1957-69) og tiden som kansler. Bygningen var oprindelig mødested for Zirkelgesellschaft, et af byens fine selskaber. Willy Brandt blev født i St. Lorenz tæt ved banegården.
Lübecks Theaterfigurenmuseum befinder sig i Altstadt på Am Kolk. Det viser en lang række teaterdukker fra teater og- cirkuslivet omkring århundredskiftet.
Marcipanmuseet befinder sig i Café Niederegger i Breite Strasse. Det viser historiske træforme til fremstillingen af marcipanblokke. Derudover ser man en lang række historiske figurer udført i marcipan.
Ved Grenz-Dokumentationsstätte Lübeck-Schlutup har man bevaret grænsestationen og et toldhus. Her får man fortællingen om den nordligste interne tyske grænse. Mit Fotos, Landkort, dokumenter, uniformer vises Lübecks og Schlutups situation da Tyskland var delt. I underetagen vises der en dokumentarfilm om grænseåbningen i 1989.

### Mindesmærker og skulpturer
Lübeck har en lang række mindesmærker og skulpturer rundt omkring byen. Løverne, der ligger foran Holstentor og er udført af Christian Daniel Rauch. Fritz Behn har udført løverne foran Burgtor. De er begge replikker til Braunschweiger Løven foran domkirken. Overfor løverne ved Holstentor står der en antilope.
I Katharinenkirches facade findes figurgruppen Gemeinschaft der Heiligen udført af Ernst Barlach og Gerhard Marcks. På den såkaldte Puppenbrücke før Holstentor finder man en lang række allegoriske figurer af Dietrich Jürgen Boy, og på Koberg findes mindesmærket over Geibel udført af Hermann Volz.
På det grønne anlæg på Lindenplatz imellem banegården og Holstentor finder man billedhuggeren Louis Tuaillon, der har fremstillet Kejser Wilhelm I til hest. Overfor ham ses den tidligere rigskansler Otto von Bismarck udført af Emil Hundrieser.

## Galleri
- Lübeck Rådhus, markedspladsen og Mariekirken
- Sankt Petri Kirke
- Udsigt mod nord fra St. Petri kirken
- Lübeck Domkirke set fra vest
- Burgtor Lübeck
- Haus der Schiffergesellschaft
- Gadeskilt i gaden Grosse Petersgrube
- Hellgrüner Gang, Lübeck

## Museumshafen Lübeck
- "Museumshafen Lübeck"
- en slæbebåd og en sandsuger
- Fyrskibet Fehmarnbelt
- Kopi af "Lisa von Lübeck", bygget mellem 1999 og 2004
- Ellen under fuldsejl
- Den firemastede bark
- Fragtsejleren Krik Vig
- Østerskutteren Betty CK-145

## Kendte personer fra byen
- Dietrich Buxtehude
- Willy Brandt
- Günter Grass (født i Danzig)
- Thomas Mann
- Heinrich Mann
- Erich Mühsam

## Transport

### Veje til
- Hamburg og Ruhr-distriktet − motorvejen A1
- Heiligenhafen − motorvejen A1
- Berlin − motorvejen A20 til Wismar-området og videre − motorvejen A14 og motorvejen A24 til Berlin
- Stettin (Polen) − motorvejen A20 (over Wismar-området og Pasewalk) og videre − motorvejen A11 fra Prenzlau-området til Pommelen og motorvejen A6 (Polen) til Kołbaskowo og videre – vejen nummer 13 til Stettin fra Przecław (Kołbaskowo Kommune)
- Puttgarden
- Trelleborg, Sverige − færge

### Jernbane til
- Rødbyhavn (Danmark) over Puttgarden (jernbanefærge)
- Kiel
- Hamburg
- Lüneburg og Hannover
- jernbane til: Schwerin, Berlin, Rostock, Neubrandenburg og Stettin (Polen)